# Pont (musique)
Pour les articles homonymes, voir Pont (homonymie).

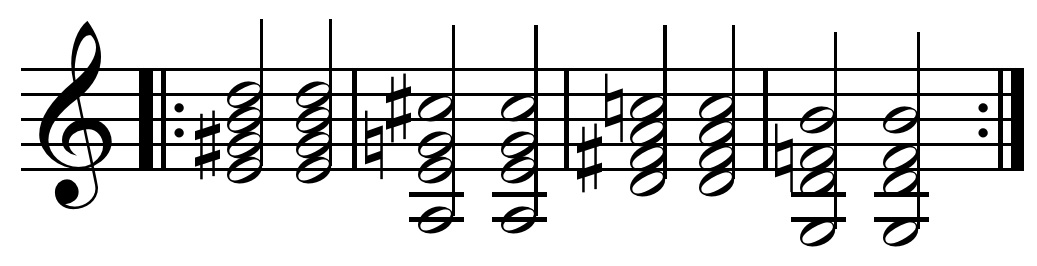
La progression de ragtime (E7-A7-D7-G7) apparaît souvent dans les ponts des standards de jazz.

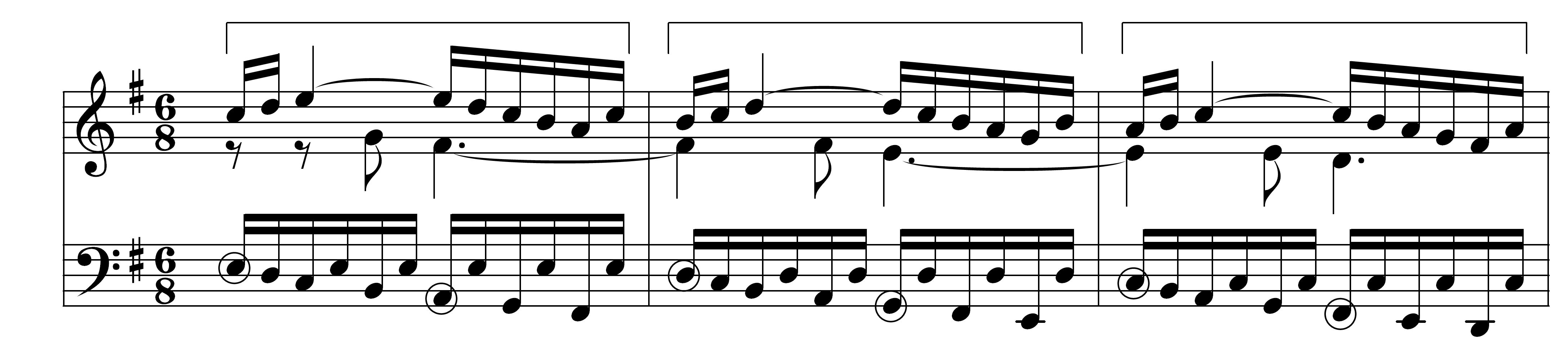
Exemple de pont dans la Fugue en sol majeur BWV 860 de Bach

En musique, un pont est un court passage, plus ou moins développé, servant de transition entre deux phrases ou deux sections d'une œuvre. C'est ainsi que le pont peut désigner la partie « B » d'un morceau de forme AABA, par exemple, en jazz.
En musique classique, le pont désigne plus particulièrement la section reliant le premier thème au deuxième thème de l'allegro de sonate — dans une sonate, un quatuor, une symphonie, etc.
Dans une chanson, le pont désigne une partie dont les accords se différencient des accords principaux. On peut le considérer comme une petite chanson dans la chanson même.
L'utilisation de ce terme pour désigner la transition entre le couplet et le refrain peut exister, mais est une mauvaise utilisation. On qualifie bien plus souvent cette séparation de pré-refrain.